# Ali Abu Hassun
Ali Abu Hassun, död 1554, var regerande sultan av Marocko mellan 1549 och 1554. Han tillhörde wattasidernas dynasti.